# Aproximante lateral velar
A aproximante lateral velar é um tipo de som consonantal, usado como uma consoante distinta em um número muito pequeno de línguas faladas no mundo. O símbolo no Alfabeto Fonético Internacional que representa este som é ⟨ʟ⟩ (desde 1989) e o símbolo X-SAMPA equivalente é L\.
As laterais velar do mundo frequentemente envolvem uma realização pré-oposta [ɡ͡ʟ].

## Características
- Sua forma de articulação é aproximada, o que significa que é produzida pelo estreitamento do trato vocal no local da articulação, mas não o suficiente para produzir uma corrente de ar turbulenta.[2]
- Seu local de articulação é velar, o que significa que se articula com a parte posterior da língua (dorso) no palato mole.[2]
- Sua fonação é expressa, o que significa que as cordas vocais vibram durante a articulação.[2]
- É uma consoante oral, o que significa que o ar só pode escapar pela boca.[2]
- É uma consoante lateral, o que significa que é produzida direcionando o fluxo de ar para os lados da língua, em vez de para o meio.[2]
- O mecanismo da corrente de ar é pulmonar, o que significa que é articulado empurrando o ar apenas com os pulmões e o diafragma, como na maioria dos sons.[2]

O velar lateral [ʟ] não envolve o contato da ponta da língua com o céu da boca: assim como a parada velar [ɡ], o único contato ocorre entre a parte posterior da língua e o velo. Isso contrasta com o aproximante lateral alveolar velarizado [ɫ] - também conhecido como o dark l  em inglês tato [fiːɫ] - em que o ápice toca a crista alveolar.

## Ocorrência
| Língua    | Língua                 | Palavra        | AFI             | Significado | Notas |
| --------- | ---------------------- | -------------- | --------------- | ----------- | --- |
| Inglês    | Sul dos Estados Unidos | middle, full   | [ˈmɪdʟ̩], [ˈfʟ̩ː] | Meio, cheio | Podo ocorrer antes ou depois de uma consoante velar, como em milk e cycle, quando assimilando /ʊ/, como em wolf, ou antes de consoantes labiais, como em help. |
| Hiw       | Hiw                    | r̄evr̄ov         | [ɡ͡ʟəβɡ͡ʟɔβ]      | Noite       | Realizado como pré-parado [ɡ͡ʟ]. |
| Coreano   | Coreano                | 달구지/dalguji | [tɐʟɡud͡ʑi]      | Carrinho    | Alofone de uma consoante final [ɭ] ⟨ㄹ⟩ antes de consoantes velares.                                                                                           |
| Melpa     | Melpa                  | paⱡa           | [paʟa]          | Cerca       | Realizado como pré-parado [ɡ͡ʟ]. |
| Mid-Wahgi | Mid-Wahgi              | aglagle        | [aʟaʟe]         | Tonto       | Realizado como pré-parado [ɡ͡ʟ]. |